# Hinea brasiliana
Hinea brasiliana es una especie de molusco gasterópodo de la familia Planaxidae.
Posee la capacidad de ser bioluminiscente a diferencia de otros caracoles marinos.

## Distribución geográfica
Se encuentra  en Nueva Zelanda.